# Puerto Boyacá
Puerto Boyacá là một khu tự quản thuộc tỉnh Boyacá, Colombia. Thủ phủ của khu tự quản Puerto Boyacá đóng tại Puerto Boyacá Khu tự quản Puerto Boyacá có diện tích ki lô mét vuông. Đến thời điểm ngày 28 tháng 5 năm 2005, khu tự quản Puerto Boyacá có dân số 28552 người.